# Белянский, Боян
Боян Бельский (серб. Бојан Бељански / Bojan Beljanski; род. 22 июня 1986, Бачке-Паланке) — сербский гандболист, линейный австрийского клуба «Брегенц» и сборной Сербии.

## Карьера

### Клубная
Воспитанник школы сербского клуба «Синтелон», дебютировал в его основе в первенстве Сербии и Черногории (позднее в первенстве Сербии). В 2008 году уехал за границу в Испанию играть за команду «Аррате», в сезоне 2011/2012 защищал цвета швейцарского «Кринц-Люцерн». С сезона 2012/2013 играл за команду «Фриш Ауф», контракт с которым действовал до 2015 года. По истечении контракта перешёл в австрийский «Брегенц».

### В сборной
Боян провёл 35 игр за сборную Сербии. Выступал на чемпионате Европы 2012 года, где завоевал серебряную медаль, и на Олимпийских играх 2012 года.